# Bratrské oltáře

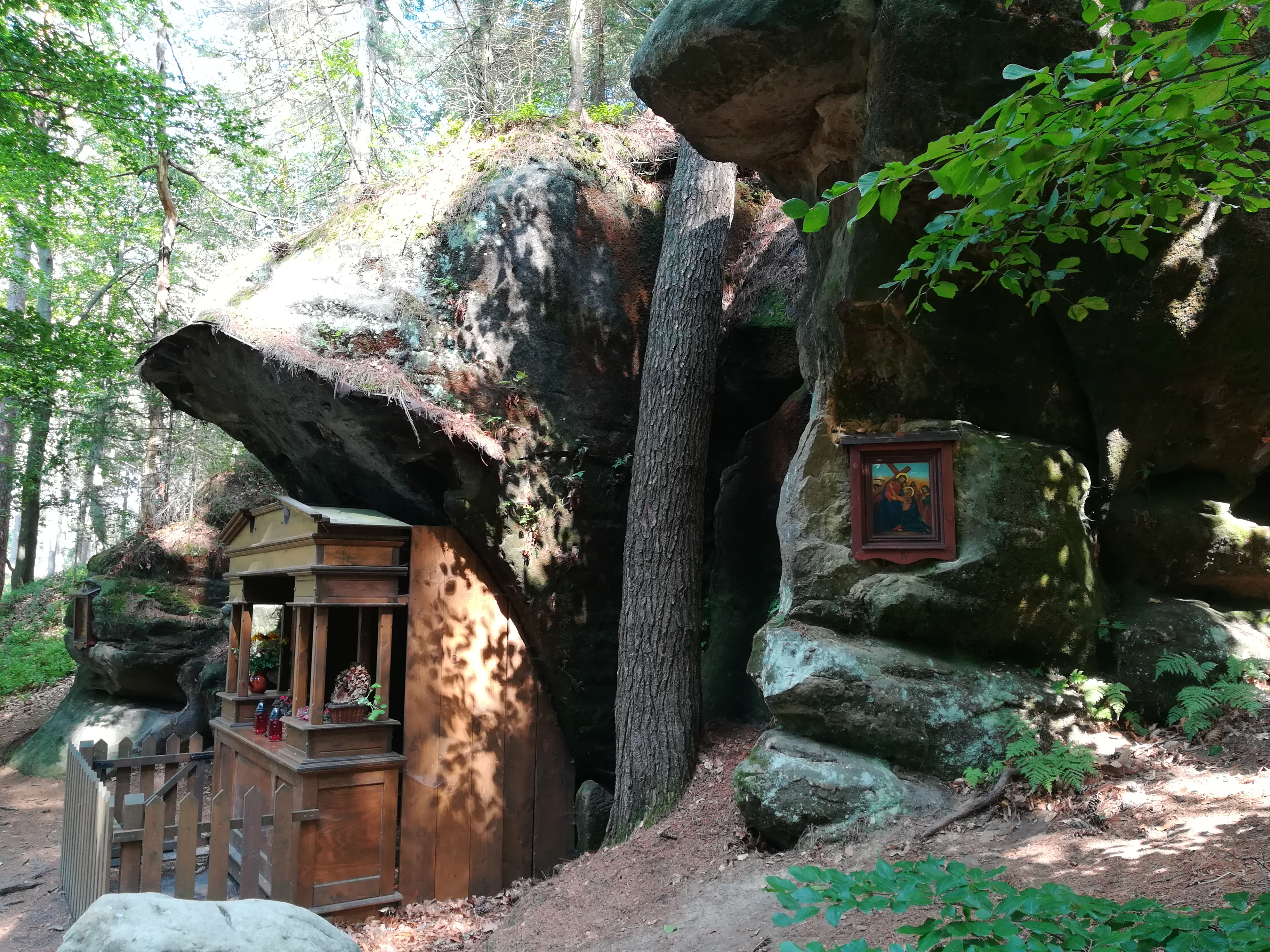
Poutní místo Bratrské oltáře u České Kamenice

Bratrské oltáře (někdy nazývané též v singuláru jako Bratrský oltář) je poutní místo poblíž České Kamenice v okrese Děčín v Ústeckém kraji na plošině, která se nachází na severovýchodním svahu kopce Jehla.

## Historie
Přesné datum vzniku ani důvody, proč toto místo vzniklo, nejsou známy. Jisté je, že sem přicházeli již v 16. a 17. století katolíci z širokého okolí, aby se zde účastnili tajných mší. Po bitvě na Bílé hoře (8. listopadu 1620) údajně navštěvovali v 17. století tajně toto místo i evangelíci. Rovněž je pravděpodobné, že Bratrský oltář souvisel s aktivitou náboženského bratrstva (Brüderschaft) v České Kamenici v letech 1665 až 1783.
Nicméně již v 19. století sloužil areál nejen jako poutní místo, kam mířili věřící z okolních farností, ale též jako turisticky oblíbený výletní cíl. Od kostela svatého Jakuba Většího v České Kamenici sem byly do prostoru areálu (roku 1887) přeneseny cenné polychromované sochy svatého Jana Nepomuckého (z roku 1718) a svatého Antonína Paduánského. Téhož roku (1887) nechali zhotovit na místě prostého oltářního stolu měšťané z České Kamenice zcela nový dřevěný oltář od truhláře Antona Gampeho z České Kamenice. Součástí tohoto oltáře byl i obraz s motivem Modlitby v Getsemanské zahradě, který namaloval Josef Strobach. Obraz byl po obou stranách doplněn dvojicí soch andělů, jejichž autorem byl sochař Franz Wenzel Fischer. Do okolních skal z pískovce byly vytesány výklenky sloužící pro umístění obrazů křížové cesty. Roku 1887 byla vybudována kaple Božího hrobu. V její těsné blízkosti pak byla umístěna socha Génia smrti (Anděla smrti). O údržbu celého poutního místa jakož i přilehlého přírodního parku kolem Jehly se staral okrašlovací spolek z České Kamenice (Anpflanzungs– und Verschönerungsverein). V roce 1915 a 1923 byly provedeny velké renovace a opravy celého areálu, bylo postaveno jak schodiště, tak i lavice a zábradlí a zároveň došlo k výměně obrazů křížové cesty.
Po druhé světové světové válce toto poutní místo pustlo. Po sametové revoluci (listopad 1989) byl celý areál v roce 1993 vyčištěn a zároveň zde byla umístěna pamětní deska s reliéfem bývalého oltáře. Roku 2011 byly skalní výklenky osazeny kopiemi obrazů dochované křížové cesty od Michala Janovského. Po úpravě schodišť byly na původní místo umístěny kopie soch z umělého kamene od Ivany Havlíčkové a Lukáše Černého. Restaurované originály původních soch byly přemístěny na chráněné místo.

Bratrské oltáře na dobových fotografiích
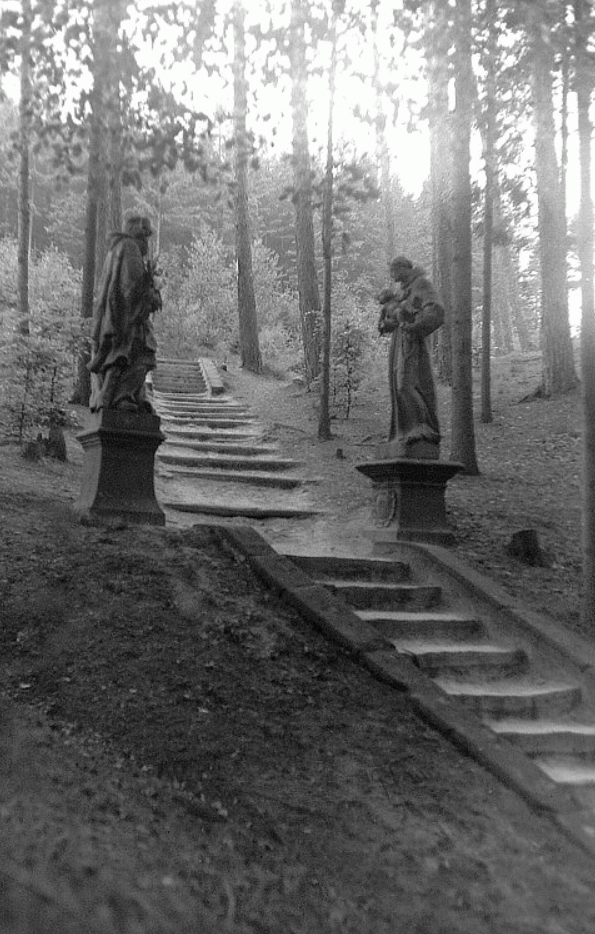
Schodiště se sochami sv. Jana Nepomuckého (vlevo) a sv. Antonína Paduánského (vpravo) (1925)
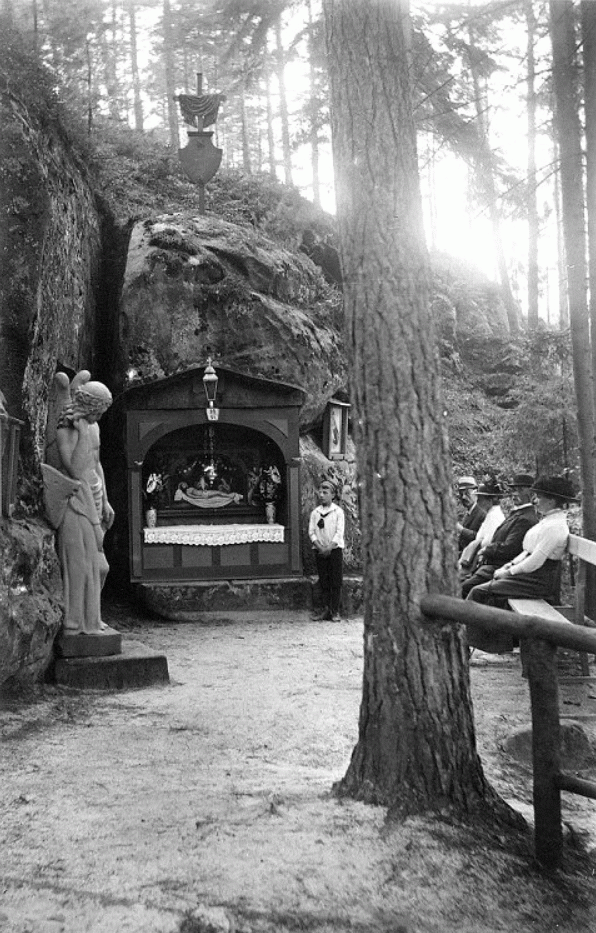
Kaple Božího hrobu (1925)
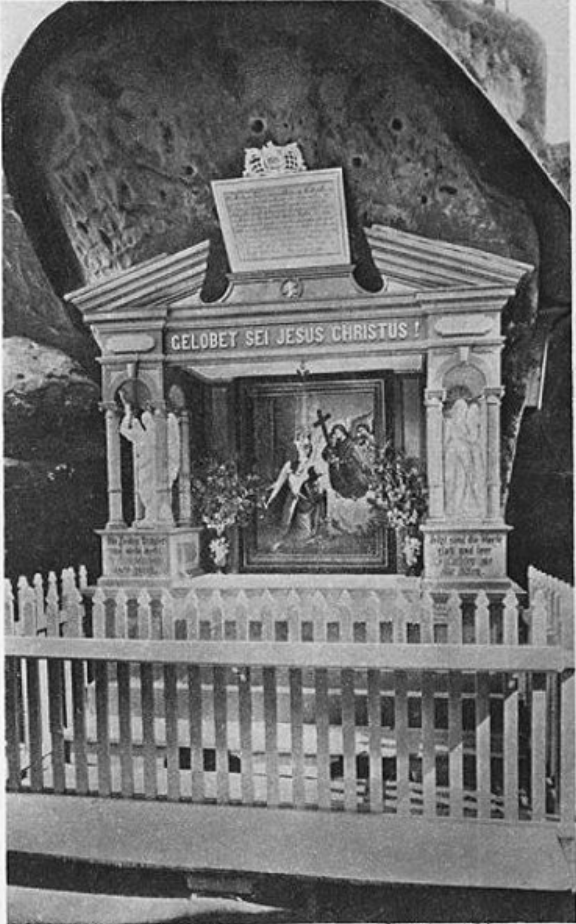
Originální dřevěný oltář (1920)
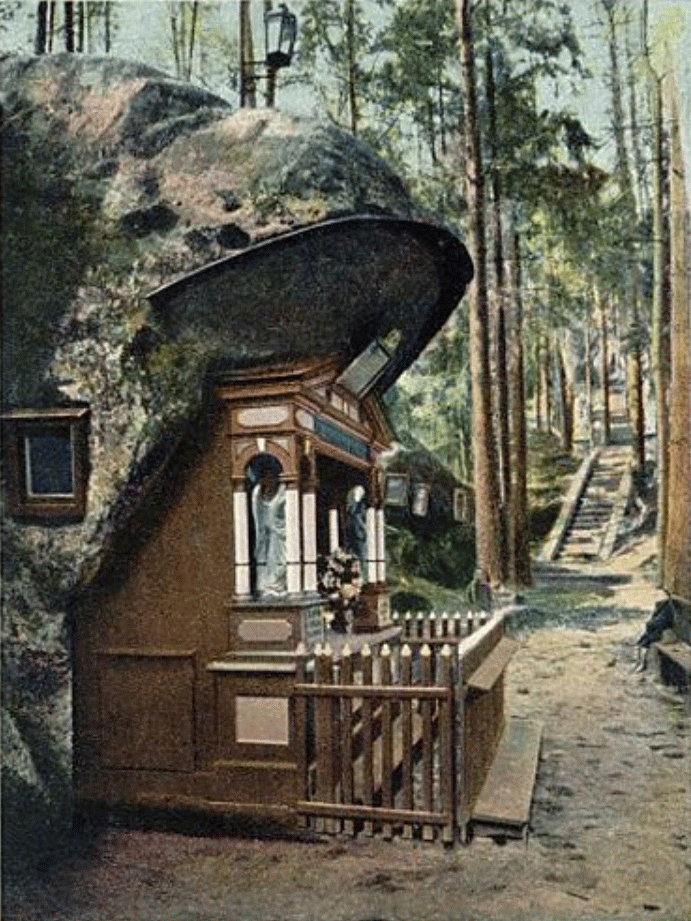
Originální dřevěný oltář (1915)

## Dostupnost
Areál Bratrské oltáře leží přímo na modré turistické cestě asi 1 km severovýchodně od České Kamenice v nadmořské výšce 430 m. Zmíněná turistická cesta vede z České Kamenice kolem vyhlídky Jehla a areálu Bratrské oltáře, aby pak pokračovala pod nedaleký vrchol Studence (Sedlo pod Studencem) a směřovala na Chřibskou.

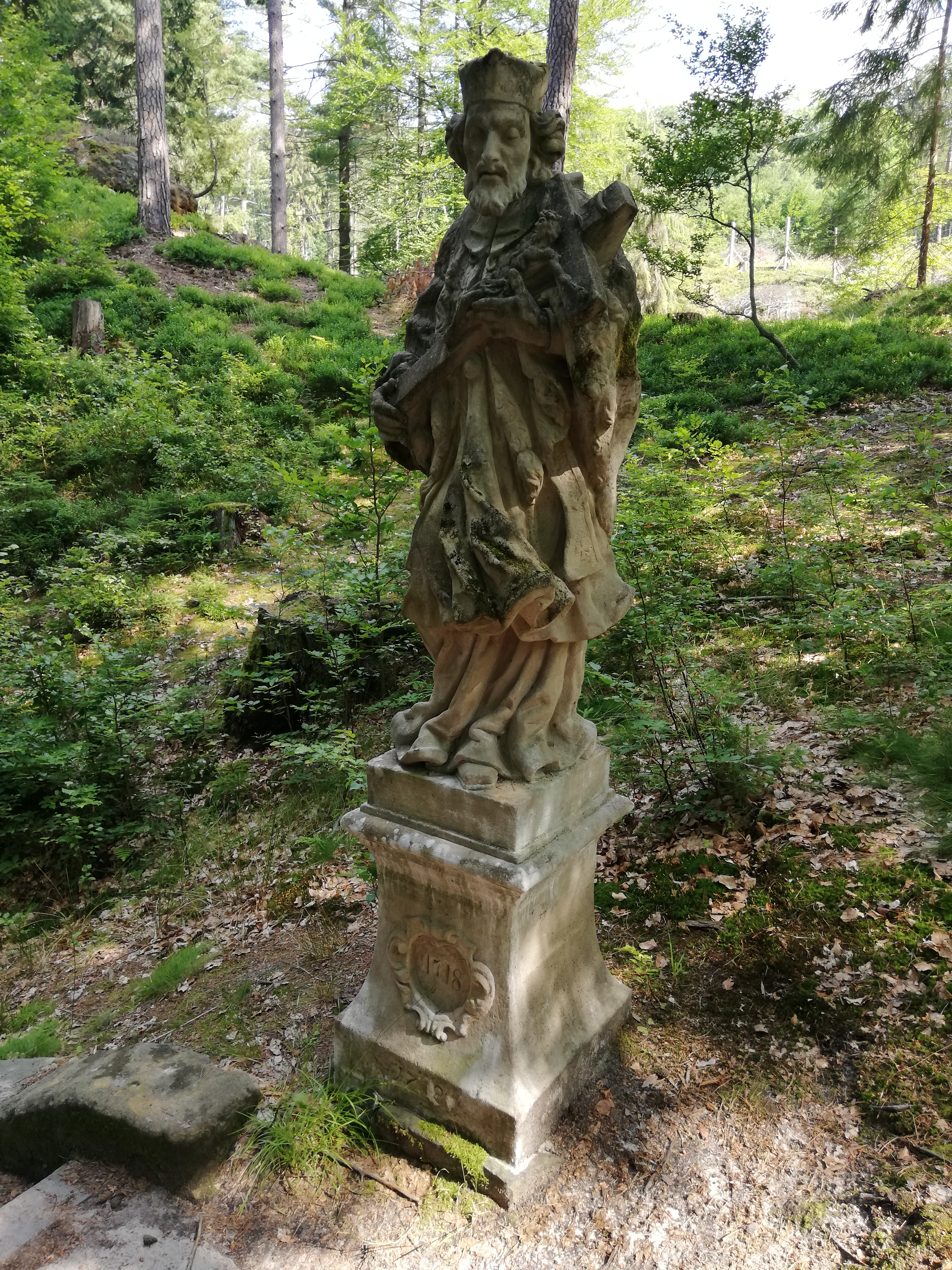
Kopie sochy svatého Jana Nepomuckého nad schodištěm
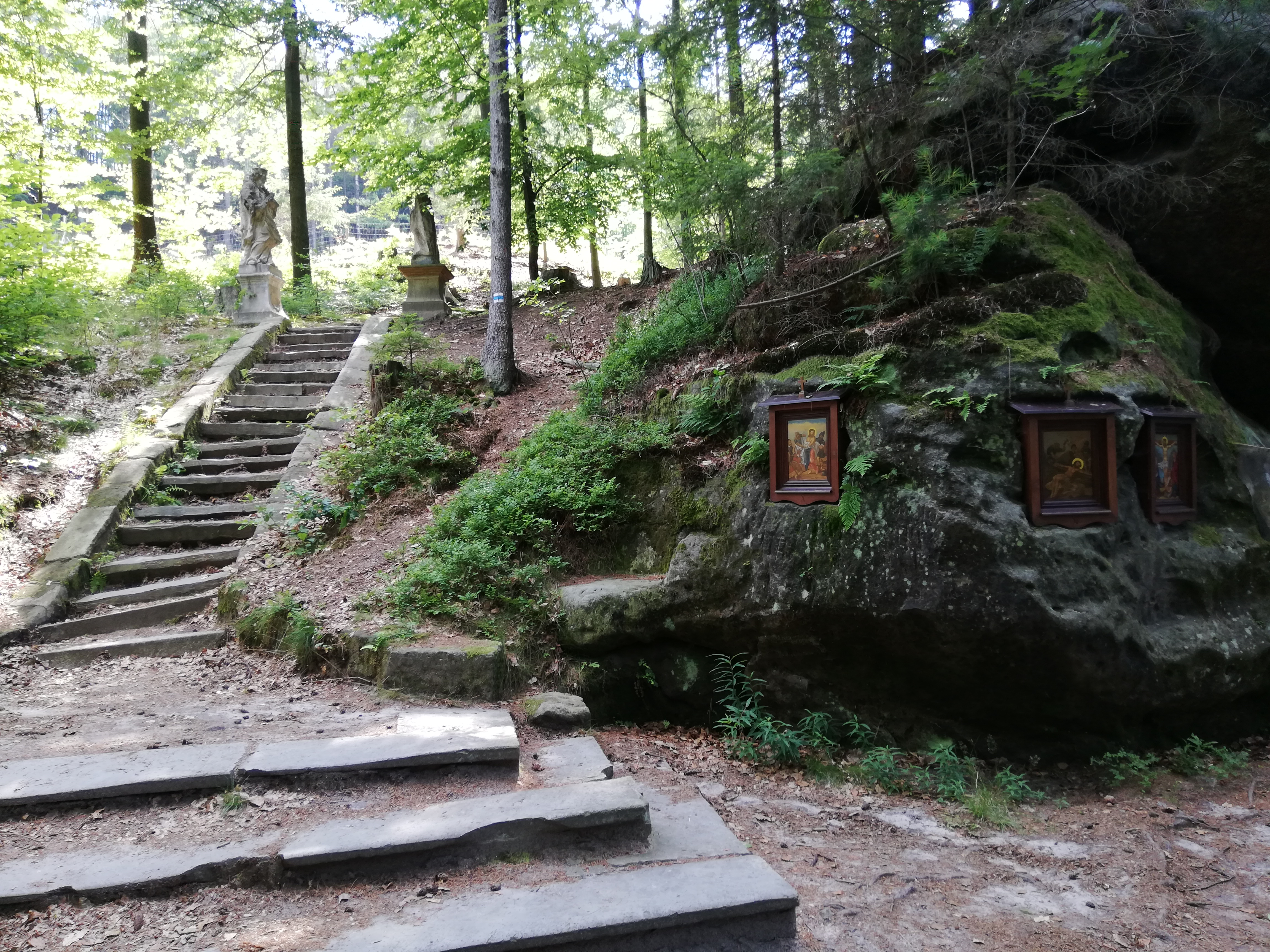
Schodiště
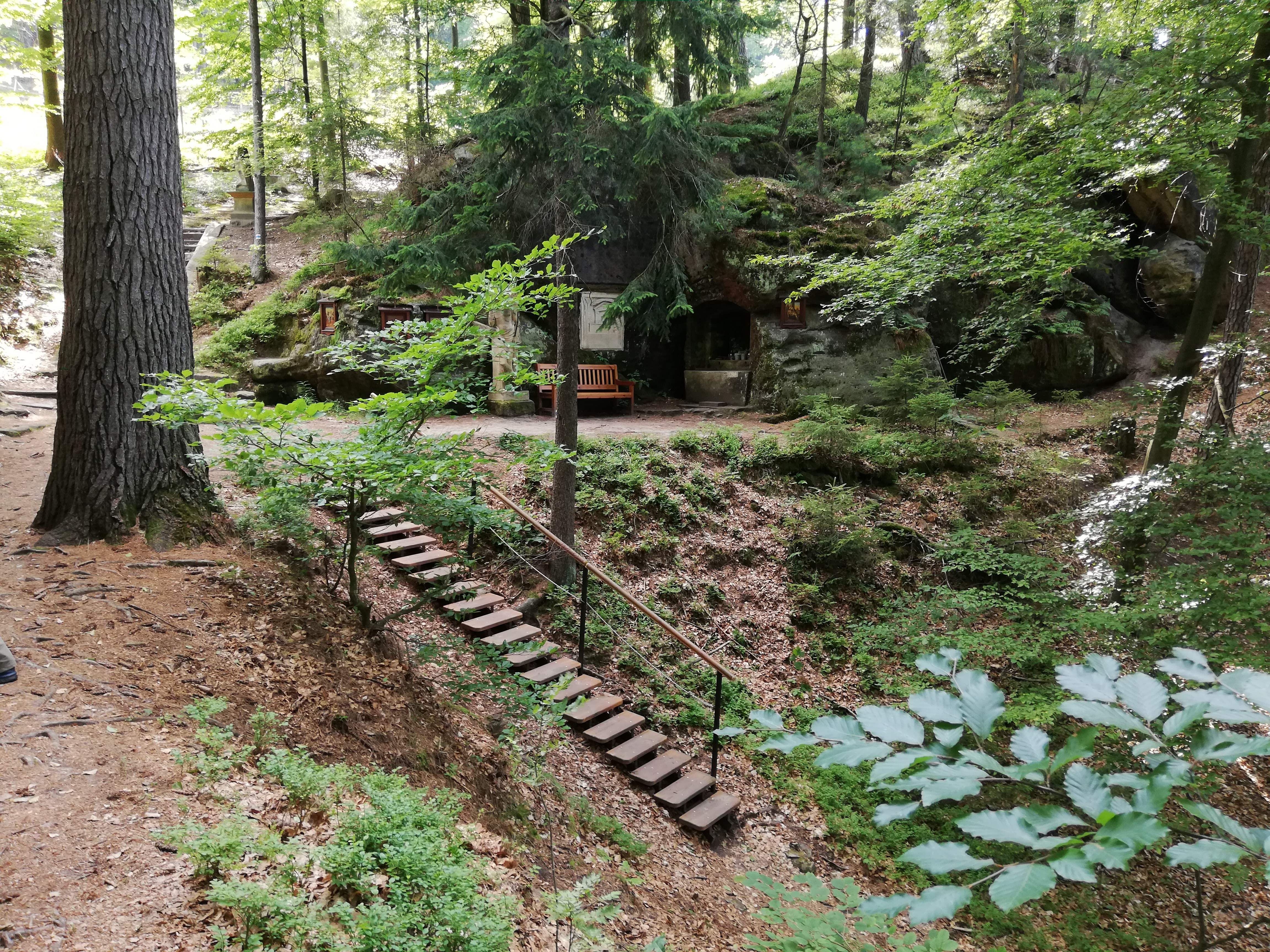
Celkový pohled na část areálu
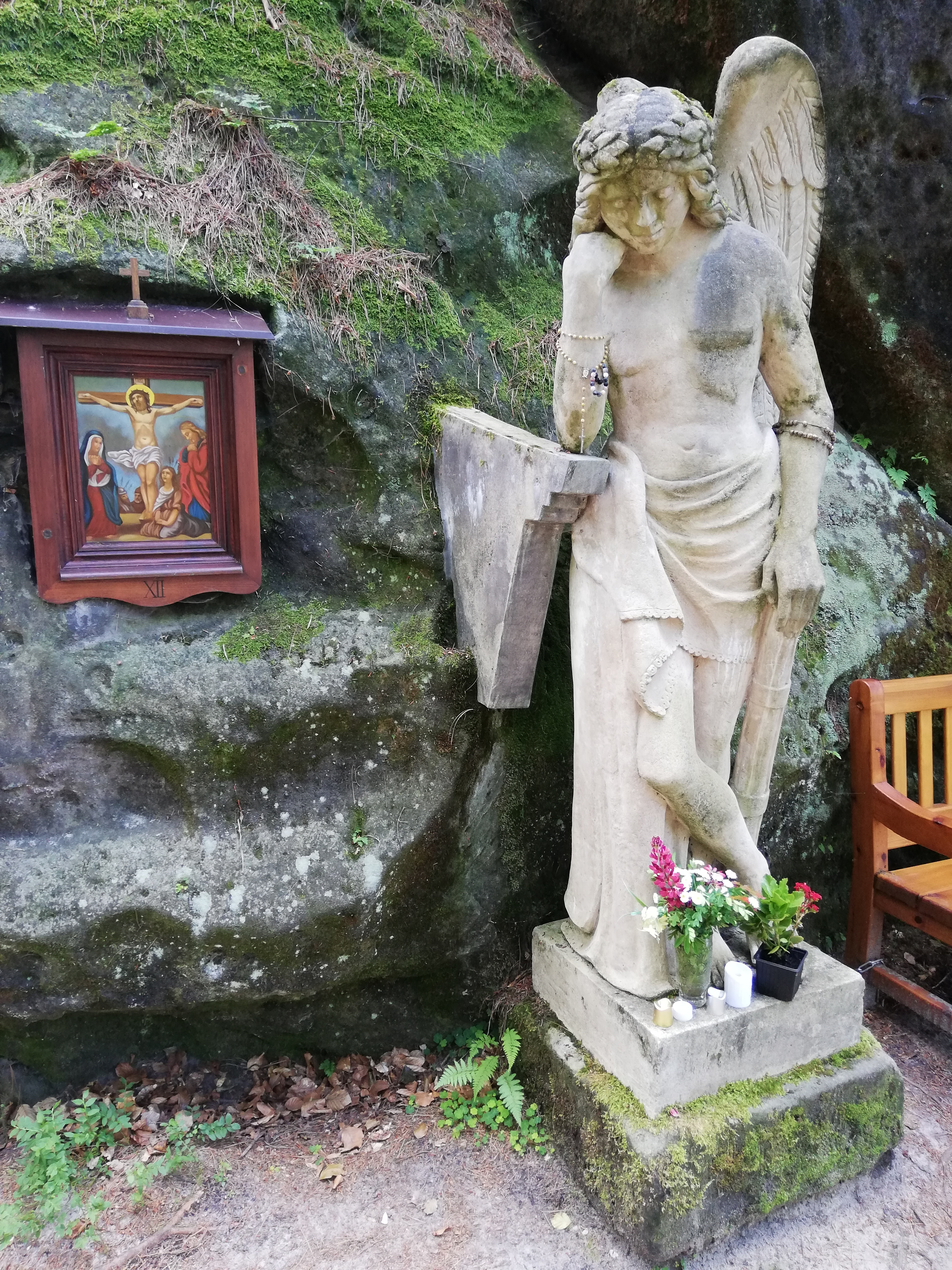
Anděl smrti (Génius smrti) u kaple Božího hrobu
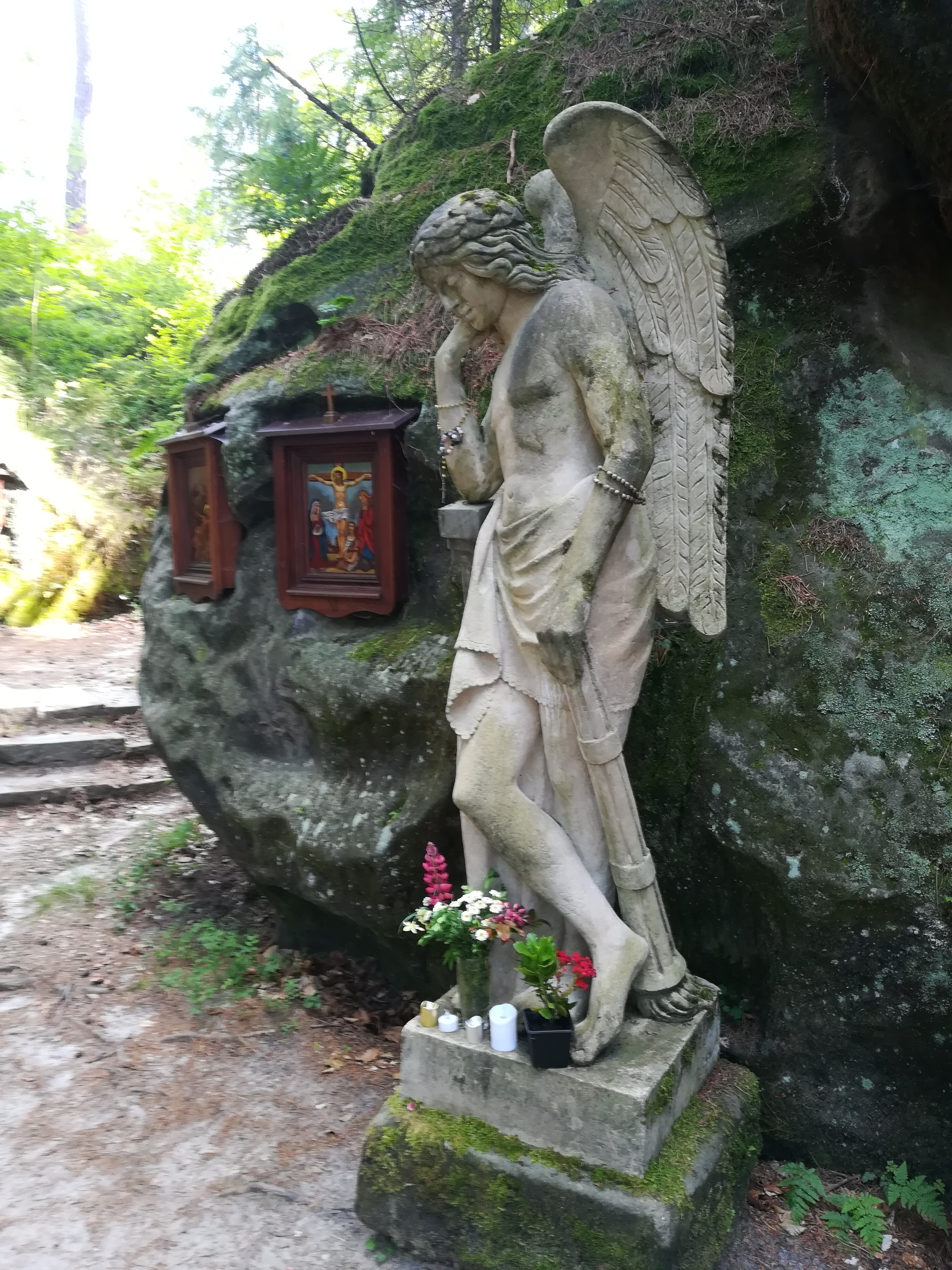
Anděl smrti (Génius smrti) u kaple Božího hrobu
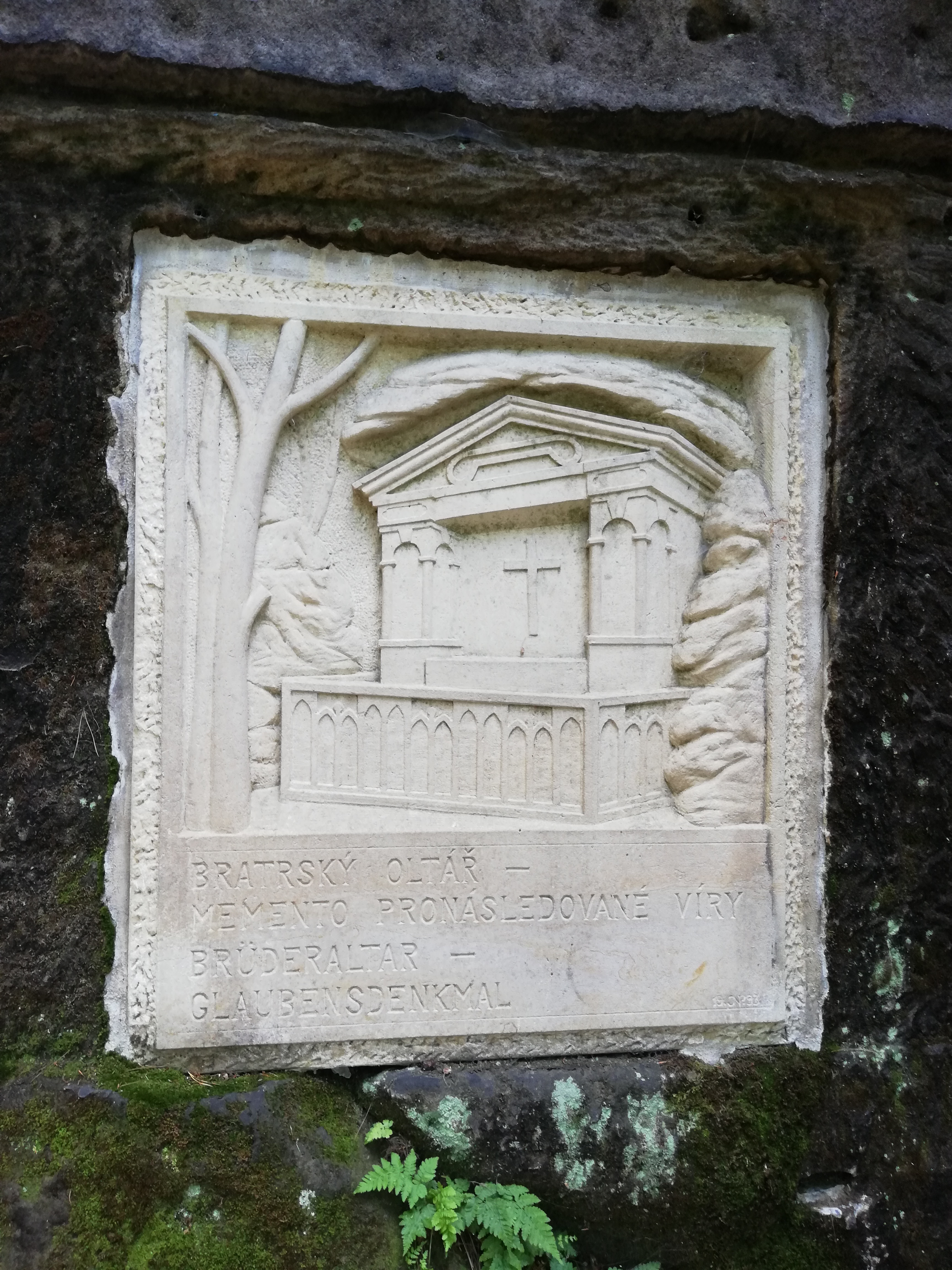
Pamětní deska u kaple Božího hrobu
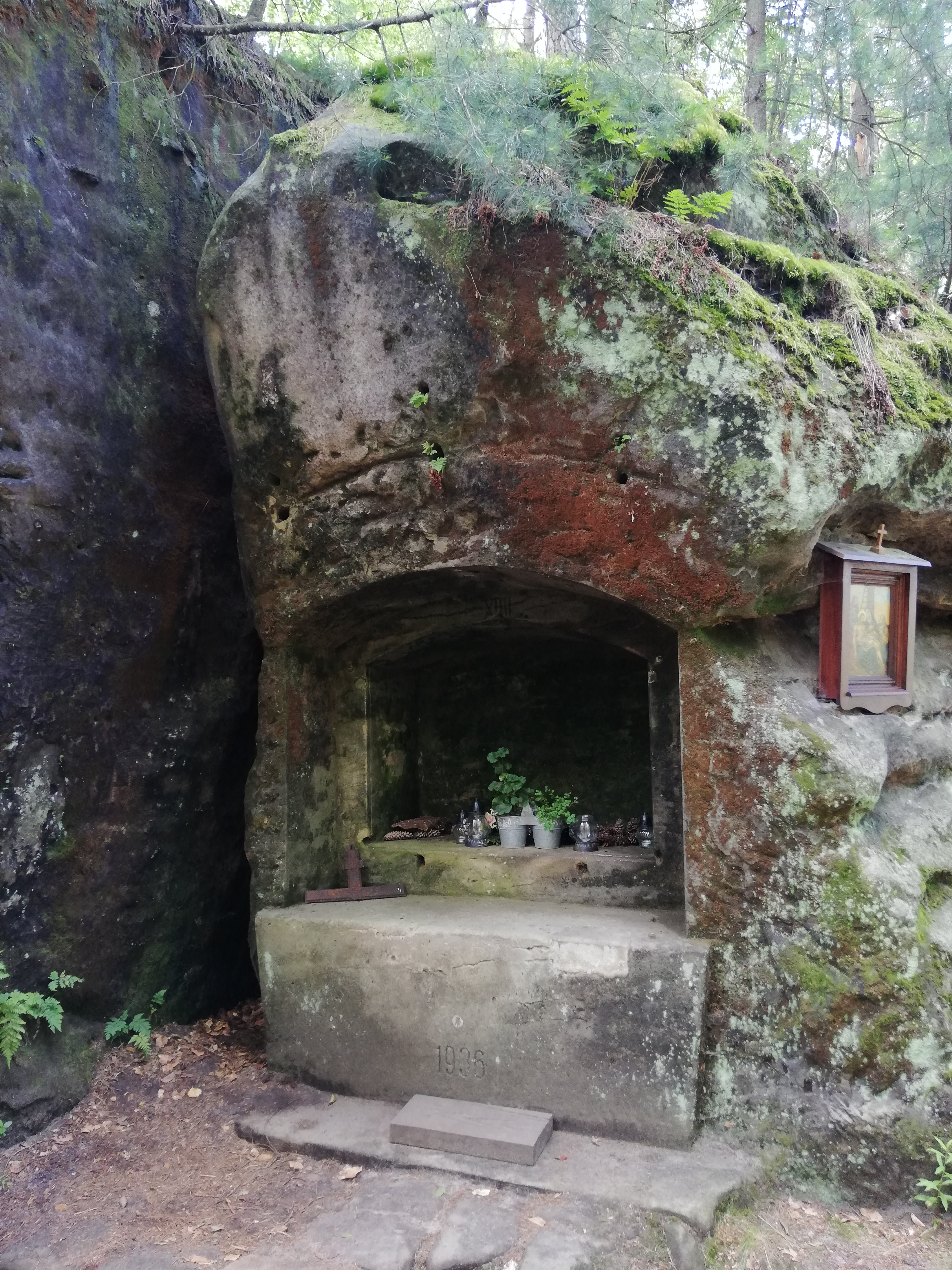
Kaple „Boží hrob“
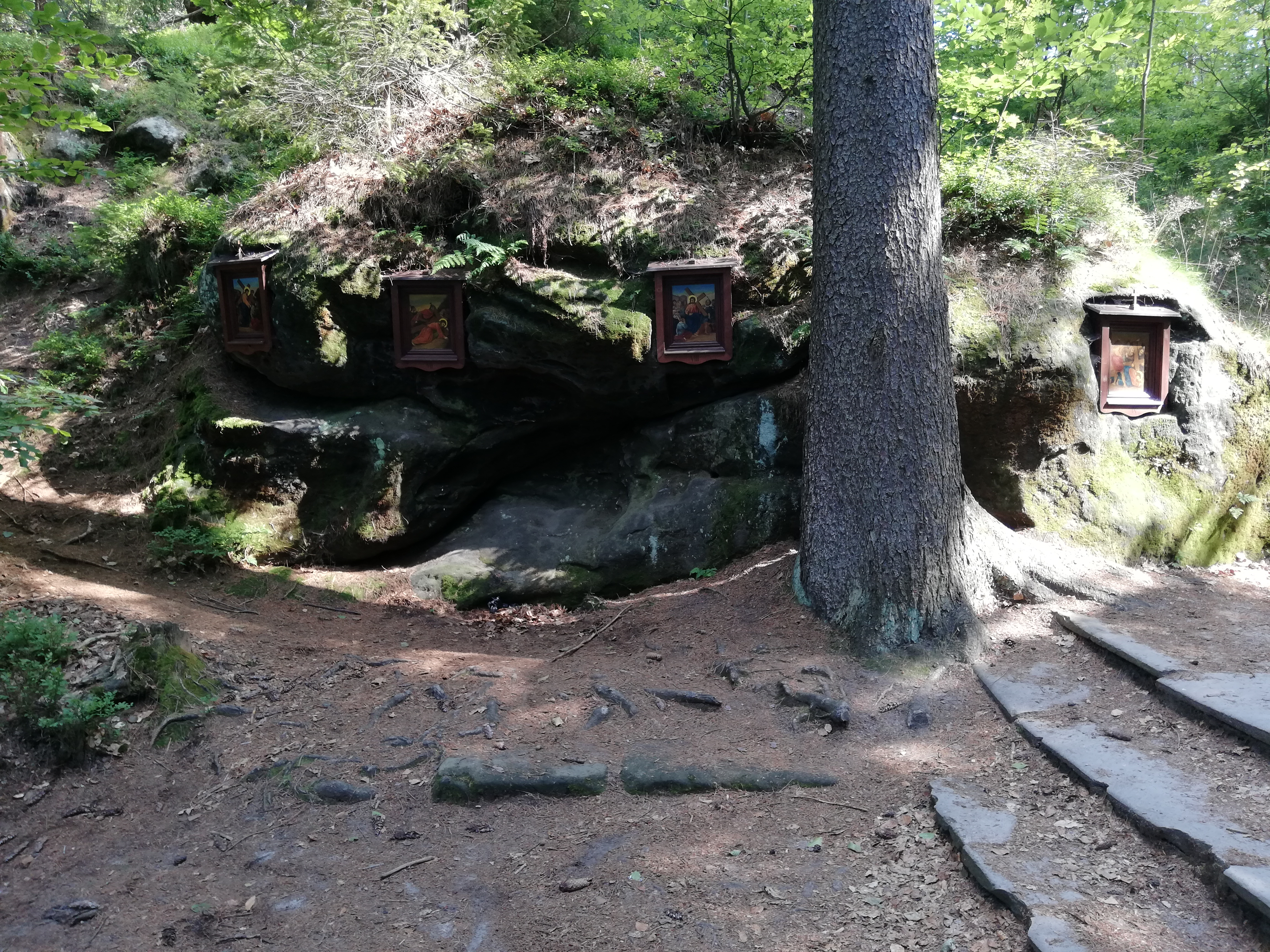
Část křížové cesty
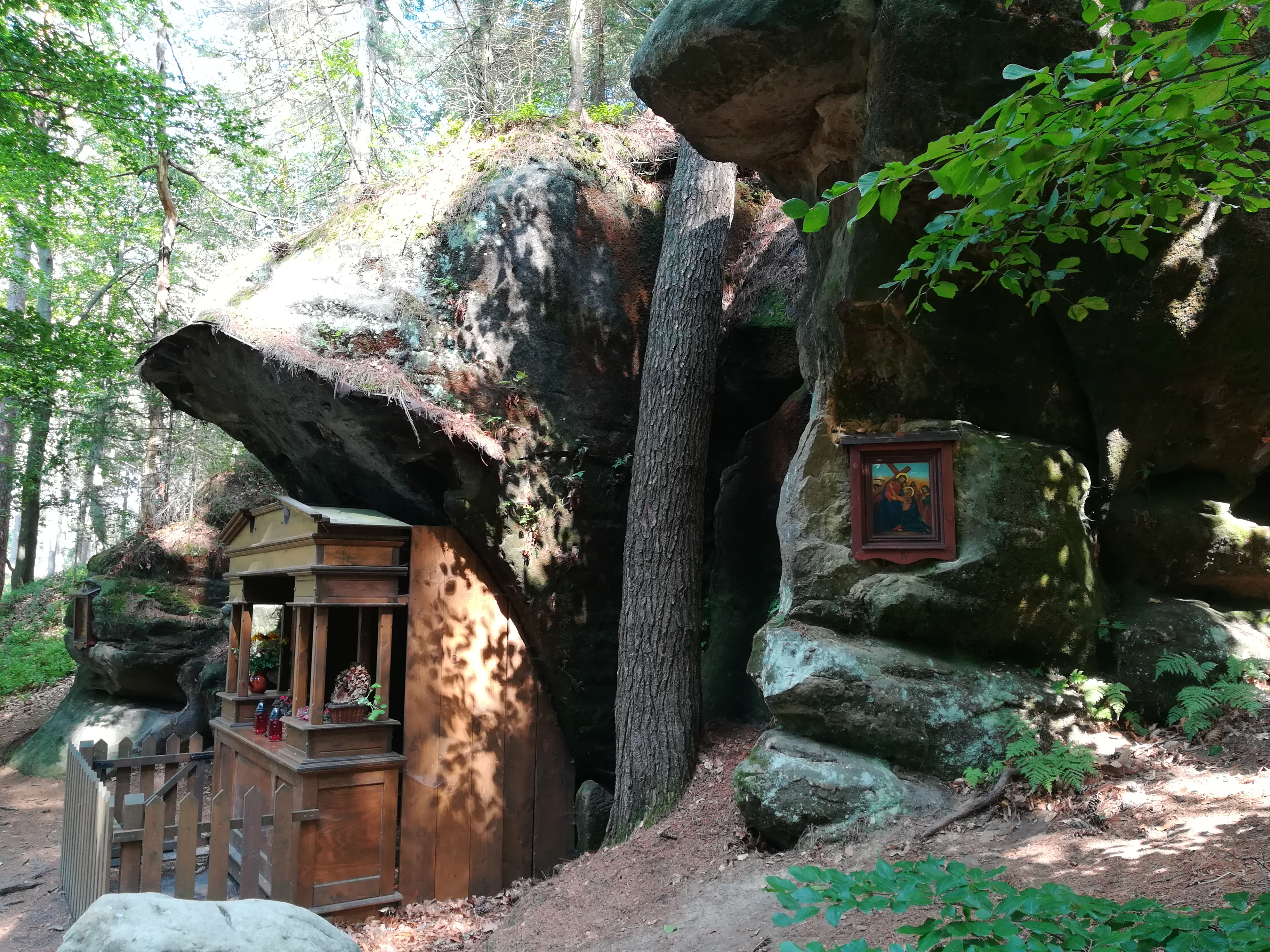
Dřevěný oltář
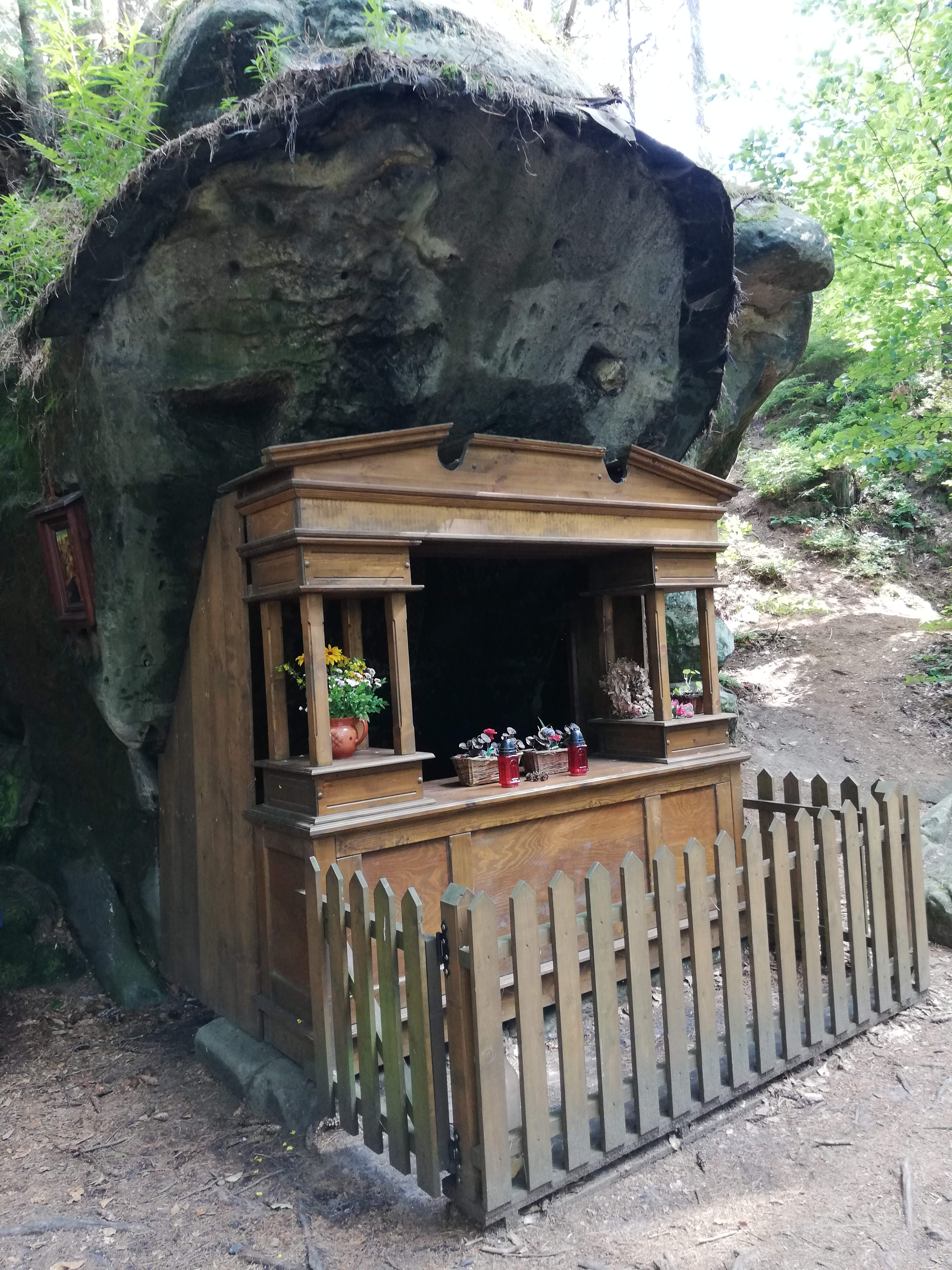
Dřevěný oltář